# Töreboda

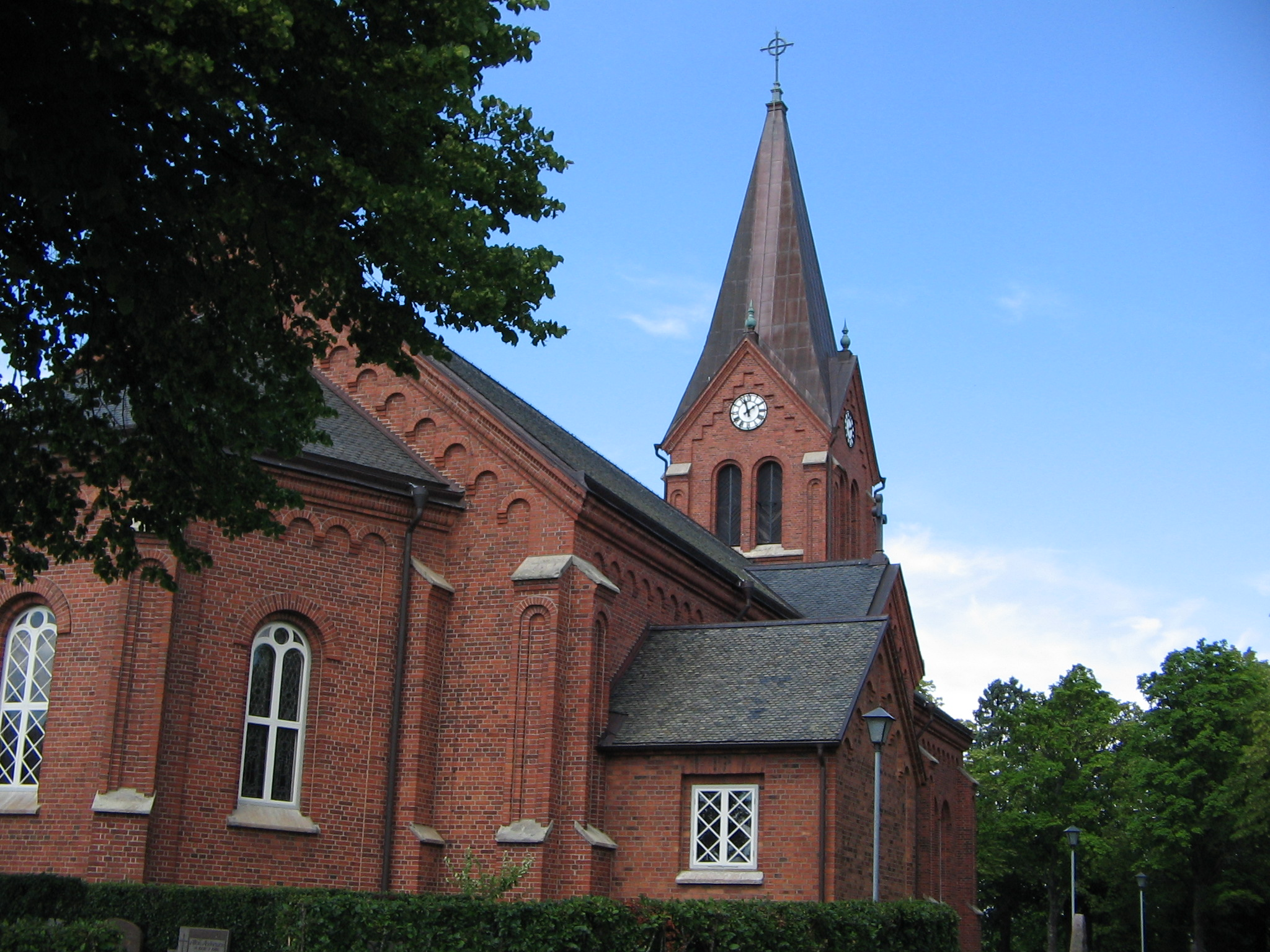
Kirche von Töreboda

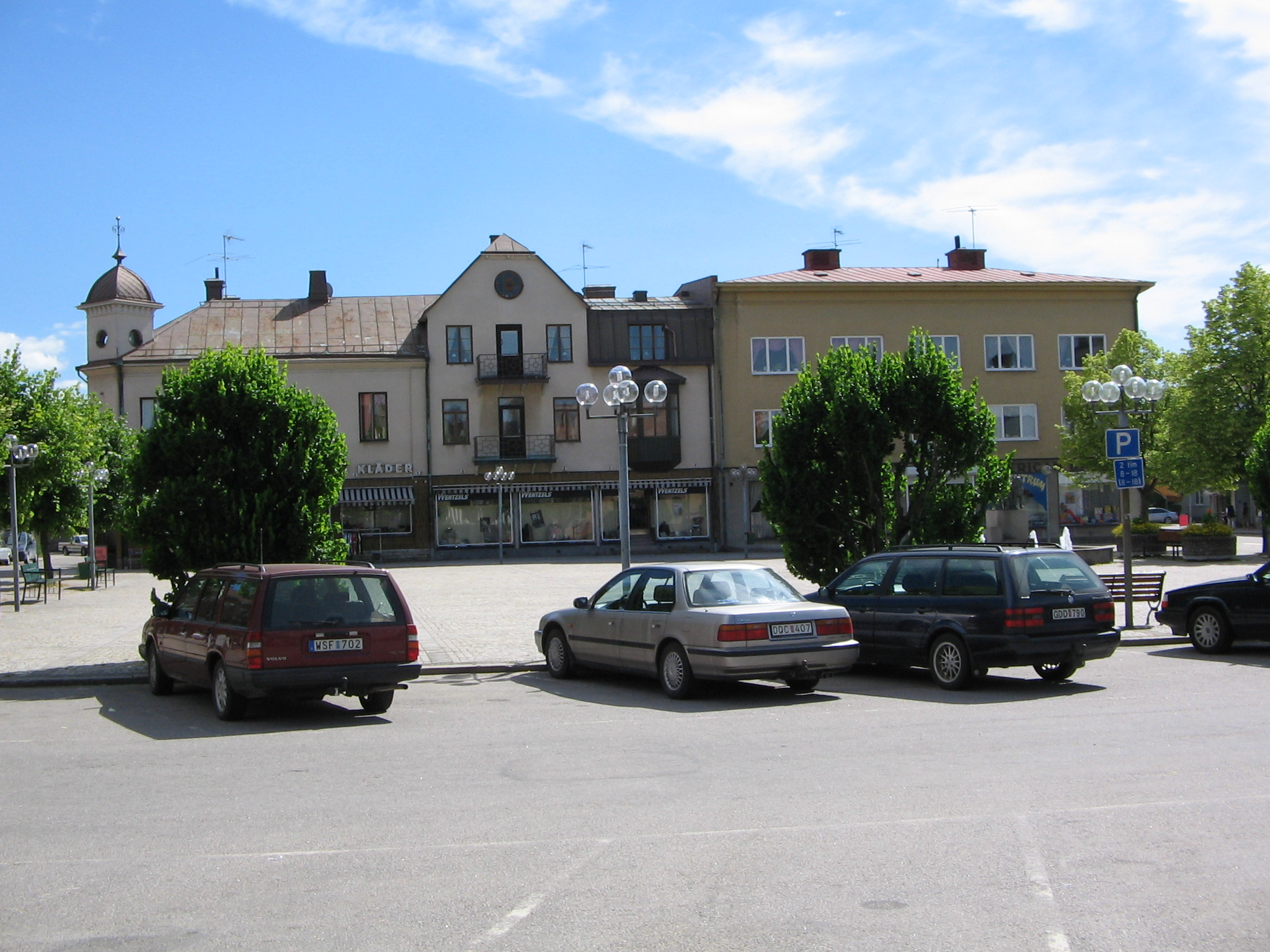
Ortsmitte von Töreboda

Töreboda ist ein Ort in der schwedischen Provinz Västra Götalands län und der historischen Provinz Västergötland.
Der Hauptort der gleichnamigen Gemeinde liegt ungefähr 15 km östlich von Mariestad am Göta-Kanal und an der Eisenbahnhauptstrecke Göteborg–Stockholm. In Töreboda haben sich beim Bau dieser Bahnstrecke die von Stockholm und von Göteborg begonnenen Schienenstränge getroffen.

## Wirtschaft
In Töreboda befindet sich eine Blumentopffabrik, die Keramiken aus Töreboda-Ton herstellt.

## Söhne und Töchter
- Gertrud Almqvist-Brogren (1875–1954), Schriftstellerin
- Die Punkband Asta Kask stammt aus Töreboda.